# Falsistrellus
Falsistrellus är ett släkte av fladdermöss i familjen läderlappar (Vespertilionidae). Arterna listades tidigare i släktet Pipistrellus. Det nya släktet etablerades 1943 av Troughton men det godkändes i början inte av alla zoologer.
Arterna är med 38,4 till 41,4 mm långa underarmar och med en 30 till 41 mm lång svans medelstora läderlappar. Bara en liten del av svansens spets är inte inbäddad i svansflyghuden. Släktets medlemmar har ungefär fyrkantiga öron med avrundade hörn samt med en väl utvecklad tragus. I överkäken finns på varje sida två framtänder och två premolarer. Arterna har per sida tre framtänder och två premolarer i underkäken.
Följande arter tillhör Falsistrellus.
- Falsistrellus affinis, södra Asien.
- Falsistrellus mackenziei, sydvästra Australien.
- Falsistrellus mordax, på Java.
- Falsistrellus petersi, sydostasiatiska öar.
- Falsistrellus tasmaniensis, sydöstra Australien, Tasmanien.

Arterna lever i olika slags skogar i låglandet och i låga bergstrakter. Individerna vilar i naturliga håligheter eller i byggnader. Där bildas beroende på art mindre till medelstora flockar med upp till 30 medlemmar (hos Falsistrellus mackenziei).